# Patrick Heuscher

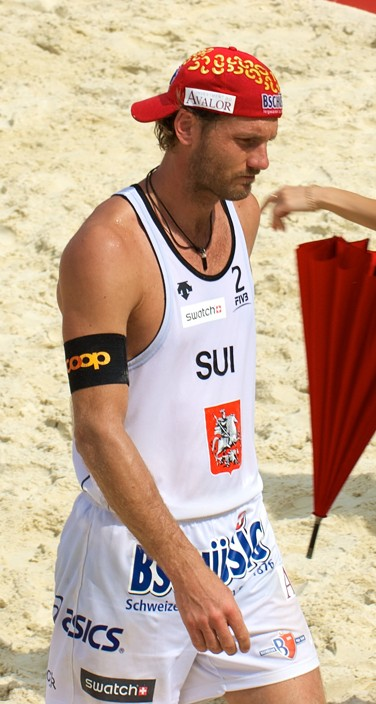
Patrick Heuscher

Patrick Heuscher, född 22 december 1976 i Frauenfeld, är en schweizisk beachvolleybollspelare.
Heuscher blev olympisk bronsmedaljör i beachvolleyboll vid sommarspelen 2004 i Aten.